# Mel Thurston
John Melvin Thurston, detto Mel (Lockport, 16 gennaio 1919 – Lockport, 8 ottobre 1997), è stato un cestista statunitense, professionista nella NBL e nella BAA.